# TV Töss

Vereinsfahne des TV Töss aus dem 19. Jahrhundert

Der TV Töss verwendet das Tössemer Wappen als Vereinslogo und auf seiner Fahne

Der TV Töss ist ein Turnverein aus Winterthur-Töss.

## Geschichte
Der TV Töss wurde 1870 in der damals noch selbstständigen Gemeinde Töss gegründet und ist heute nach dem Stadtturnverein Winterthur der zweitälteste Turnverein der Stadt. Erstes Vereinssymbol war ein Frosch, der zwei Jahre später durch die erste Vereinsfahne ersetzt wurde. 1871 erfolgte die Aufnahme in den Kantonalturnverband. 1898 organisierte der Verein das Kreisturnfest und 1904 war der TV Töss Ausrichter des Nordostschweizerischen Schwingfestes. 1908 wurden die Damen- und Jugendriege gegründet.

Gruppenbild des TV Töss zum 50-jährigen Jubiläum

1920 organisierte der Verein anlässlich seines 50-jährigen Bestehens den kantonalen Kunstturntag. Das kommende Jahrzehnt war sportlich das erfolgreichste des Vereins. 1922 gewann der TV Töss das Eidgenössische Turnfest in St. Gallen ex aequo mit dem Bürgerturnverein Bern. In dieser Zeit trainierte der erfolgreichste Turner an olympischen Spielen, Georges Miez, beim TV Töss. Er gewann im Verlauf seiner Karriere von 1924 bis 1936 acht Medaillen an olympischen Spielen, davon viermal Gold. Ebenfalls an den Olympischen Spielen 1928 nahm Miezes Teamkollege Melchior Wezel teil, der im Mannschaftsmehrkampf zusammen mit dem Schweizer Team ebenfalls Olympiasieger wurde und an den Turn-Weltmeisterschaften 1934 ebenfalls im Team Weltmeister. Im selben Jahr wurde Mieze neben dem Team auch noch Weltmeister am Boden. 1927 organisierte der TV Töss ein Kantonalturnfest in den Auwiesen.
Die heute bestehende Männerriege wurde 1942 gegründet. Am Bau der Turnhalle Rosenau 1951 war der Turnverein in Fronarbeit beteiligt. 1953 wurde eine Frauenriege gegründet. 1966 organisierte der Turnverein den Kantonalen Kunstturntag. 1975 erschien mit dem Mitteilungsblatt erstmals das neue Vereinsorgan des TV Töss, dass 2003 aus finanziellen Gründen mit dem Aufkommen des Internets wieder eingestellt wurde. 1978 erzielte der TV Töss am Eidgenössischen Turnfest in Genf die Gymnastik-Höchstnote. Wie andere Winterthurer Turnvereine war auch der TV Töss an der Organisation des Eidgenössischen Turnfests 1984 in Winterthur beteiligt.
2000 erfolgte die Fusion mit dem 1895 gegründeten TV Tössfeld. Anfang Januar 2016 zählte der Verein 312 Mitglieder, davon 103 Aktivmitglieder. 1956 zählte der Verein noch über 600 Mitglieder.
Aktuell gliedert sich der TV Töss in folgende Riegen auf: Aktivriege, Männerriege, Frauenriege, Gym-Fit-Riege und Faustballriege. Jugendliche werden in der Jugendriege, der Geräteriege sowie im Jugend-Faustball gefördert, während die Kleinsten im MUKI- und ELKI-Turnen zusammengefasst werden.
Die Turnveteranengruppe Töss führt als selbständiger Verein monatlich eine Wanderung durch. Ihre Mitglieder interessieren sich weiter am Turnsport im Allgemeinen und am Geschehen innerhalb des TV Töss im Speziellen.